# ROAD TO YOU〜君へと続く道〜
『ROAD TO YOU〜君へと続く道〜』（ロード トゥ ユー〜きみへとつづくみち〜）は、2017年10月11日0時に発表された短編アニメ作品。住友ゴム工業が製造・販売するダンロップブランドのスタッドレスタイヤ製品「WINTER MAXX 02」のプロモーションとして製作、公開された。

## 概要
当初、監督の川又浩を中心としたスタッフが登場キャラクターの設定や世界観を作り、漫画家の高橋しんにキャラクター原案の依頼が行われた。それに対し、高橋はコマ割りされた20ページ以上のネームを作成してしまう。このネーム作成は、高橋が当時雑誌連載していた『かなたかける』の担当編集者も「いつの間に……」と驚くことになる。
シナリオが未確定だったこともあり、ネームの段階で、高橋によってセリフや演出の追加もされている。ネームは依頼内容には含まれていなかったが、アニメスタッフは「イメージがクリアになった」とガイドラインとして重宝することになる。
高橋自身も北海道出身ということもあり、靴の形状や、登場人物の服装のイメージなど雪国の体感を描いている。
音楽を担当した須田景凪は、ボカロPの「バルーン」として活動しており、須田景凪名義はシンガーソングライターとして活動するときの名義。本作の主題歌「アマドール」が初作品となる。
公開翌日となる2017年10月12日には再生回数は100万回近くになっており、10月18日時点での再生数は200万回を超えている。
本作は上記の通りに、WINTER MAXX 02の宣伝アニメではあるが、商品が画面に描かれるのは1秒程度しかない。

## あらすじ
ある一夜に起きた3つの物語。
新人サラリーマンのリョウタは仕事に奔走し、その夜も恋人のユキを待たせていた。
道路工事現場の交通整備の警備員として街頭で働くトシロウは、娘のマイとのすれ違いの日々を送っていた。
故郷を離れてトップ女優となったケイに、故郷のクリスマスのイルミネーションの点灯式へのゲスト出演の仕事が舞い込み、十数年ぶりに帰郷する。
リョウタはどうにか仕事を終わらせると、車に乗り込みユキとの待ち合わせ場所であるイルミネーション点灯式の会場へ向かう。
トシロウは休憩中にマイから「財布を落とした」との連絡を受け、車でマイのいるイルミネーション点灯式の会場へ向かう。
故郷に良い感情を抱いていなかったケイは今さらながらに点灯式に出演したくないと言い出すが、ジンが言葉たくみにケイを乗せて、車でイルミネーション点灯式の会場へ向かう。

## 登場人物
リョウタ
声 - 神谷浩史
真面目な新人サラリーマンで、仕事を押し付けられがち。ユキと付き合いはじめて1年ほど。
ユキ
声 - 沢城みゆき
リョウタの2つ年下の彼女。我慢強い性格だが、それが裏目に出て、一人で全部抱えこんでしまうこともある。
トシロウ
声 - 谷昌樹
娘のマイが小学生の頃から、親ひとり子ひとりの生活を送っている。娘にどう接してよいか判らなくなることも。
マイ
声 - 津田美波
トシロウの一人娘。高校2年生。勉強もしっかりする傍ら、家事手伝いも行う。トシロウにきつく当たるつもりはないのに、きつくなってしまうこともある。
ケイ
声 - 浅野真澄
地元を嫌って、10代の頃に上京。モデル業を経て、ドラマや映画で活躍する女優となった。気分屋の面もある。
ジン
声 - 野島健児
ケイのマネージャー。ケイとの関係は良好。
ケイとジンとの関係は特に描かれていたり台詞があるわけではないが、担当声優の2人は「ただのタレントとマネージャーではない」「なんかエロい」とコメントしている。

## スタッフ
キャラクター原案
高橋しん
監督
川又浩
制作スタジオ
アンサー・スタジオ
キャラクターデザイン・作画監督
土屋堅一
音楽
須田景凪
主題歌
須田景凪「アマドール」